# Forkville (Mississippi)
Forkville ist eine unincorporated Community im Scott County des US-Bundesstaates Mississippi. Forkville liegt im Bienville National Forest an der Kreuzung von Mississippi Highway 13 und Mississippi Highway 483, etwa 12 km nördlich von Morton.
1950 lebten etwa 15 Familien in Forkville, das seinerzeit aus einer Baumwollmühle, einer Kirche, einer Grundschule und einem Postamt bestand. Das Postamt existierte bis zum 19. März 1994.

## Belege
1. ↑  Case Brief (Domestic). (PDF, 101 kB) Board on Geographical Names, 6. März 1950, abgerufen am 10. März 2018 (englisch).
2. ↑  Postmaster Finder - Post Offices by ZIP Code. United States Postal Service, archiviert vom Original am 28. April 2019; abgerufen am 10. März 2018 (englisch).  Info: Der Archivlink wurde automatisch eingesetzt und noch nicht geprüft. Bitte prüfe Original- und Archivlink gemäß Anleitung und entferne dann diesen Hinweis.